# Leluthia ruguloscolyti
Leluthia ruguloscolyti är en stekelart som först beskrevs av Fischer 1962.  Leluthia ruguloscolyti ingår i släktet Leluthia och familjen bracksteklar. Inga underarter finns listade i Catalogue of Life.